# Улица Ленина (Омск)
У́лица Ле́́нина (с 9 февраля 1920 года, ранее Чернавинский проспект, народное название Любинский проспект) — центральная улица города Омска, расположенная в районе исторической застройки. Проходит от Соборной площади через Юбилейный мост до ул. Маяковского параллельно проспекту К. Маркса. Здесь сохранился единственный в своём роде архитектурный ансамбль конца XIX — начала XX вв., получивший статус исторического памятника федерального значения и являющийся достопримечательностью города. В праздничные дни движение транспорта по улице Ленина перекрывается для народных гуляний.
В народе участок от Соборной площади до Юбилейного моста также называется Любинским проспектом.

## Происхождение
В 1919 году под председательством заведующего дорожно-строительным отделом Д. А. Вернера на территории Омска была создана специальная комиссия по переименованию улиц. Целью работы комиссии было создание новой системы наименования внутригородских объектов для удобства жителей.
Первоначально, на основании постановления Омского Губернского Революционного Комитета от 09.02.1920, в улицу Ленина был переименован только Чернавинский проспект; Дворцовая и Атаманская (вошедшие в состав улицы Ленина позднее) были переименованы в улицу Республики.

## История

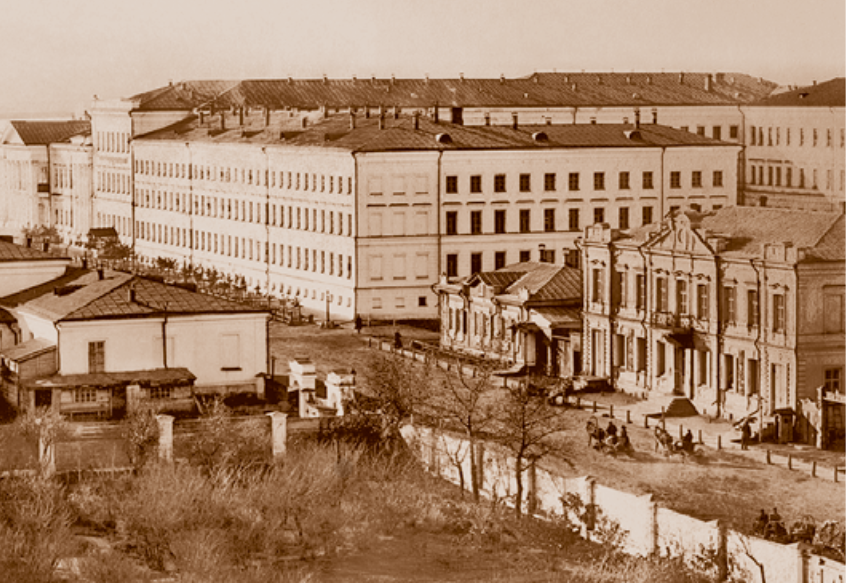
Атаманская улица, вид на Сибирский кадетский корпус в 1884 году

Началом формирования улицы можно считать возникновение Любиной рощи в 1851 году. Посадка деревьев для первого городского сада была произведена по проекту городового архитектора Ф.Ф. Вагнера при поддержке генерал-губернатора Г. Х. Гасфорда на правом берегу реки Омь между современными улицами Ленина и Партизанской. Названная по имени покойной жены Гасфорда Любови Фёдоровны, роща долгие годы являлась местом гуляния и отдыха омичей, а впоследствии дала неофициальное название Чернавинскому проспекту (Любинский).
От бывшего Ильинского моста по территории рощи пролегала дорога к городскому базару. Решением Городской Думы в 1869 году дорога была предоставлена под строительство. Омский городовой архитектор Э. И. Эзет составил проект будущей застройки. Одноэтажные и двухэтажные каменные и деревянные здания, в основном, были отведены под частные купеческие магазины. К 1890 году был построен единый ряд каменных домов с магазинами в нижних этажах (архитектурный ансамбль, сохранившийся до начала XXI века). Эти дома положили начало Чернавинскому проспекту.
За Железным мостом (стоявшим на месте нынешнего Юбилейного) пролегали улицы Дворцовая с генерал-губернаторским дворцом и Атаманская. Эти улицы находились в центре города и на тот момент имели достаточно развитую инфраструктуру.
В 1898 году по Чернавинскому проспекту была проложена первая в истории Омска мостовая, которую, из-за отсутствия камня, выложили кирпичом-железняком и галькой.
В 1899 году Высочайшим Указом Его Императорского Величества под застройку было разрешено использовать территорию Любинского сквера (Любиной рощи). 25 июня 1905 года состоялось последнее торжественное гуляние.
Здесь были построены Московские торговые ряды (1904), гостиница «Россия» с рестораном (1906), кинематограф (позднее кинотеатр «Художественный»), торговые дома братьев Овсянниковых и А. Ганшина с сыновьями (современное здание Медицинской академии), а также магазин В. Морозова. Архитекторами проекта были Э. И. Эзет, гражданский инженер И. Г. Хворинов, московский архитектор О. В. Дессин.
Ускорению застройки способствовало строительство разводного моста через реку Омь (1903 год).
В 1905 году было построено здание Драматического театра. В 1916 году в честь празднования двухсотлетия Омска городская дума приняла решение переименовать Дворцовую и Атаманскую улицы в улицу Петра Великого. Однако Февральская революция этому воспрепятствовала: комиссар Временного правительства по Степному генерал-губернаторству не утвердил данное решение. В результате, в 1920 году эти улицы от Кузнечной до Железного моста были переименованы в улицу Республики, а Чернавинский проспект от Железного моста до Казнаковской улицы — в улицу Ленина.
В советские годы Ленина стала центральной улицей города. В 1960 году здесь появляются первые в городе автоматы по продаже газированной воды.
В 1967 году старый Железный мост был заменён более современным Юбилейным. К улице Ленина стали примыкать улица Республики и Казнаковская.
В конце XX века было принято решение вернуть архитектурному ансамблю бывшего Чернавинского проспекта прежний вид. Также здесь ко дню города устанавливались скульптуры: в 1998 году на пересечении улиц Ленина и Карла Либкнехта появилась скульптура сантехника Степаныча, а в 1999 году на противоположной стороне — Любочки.

### Историческая застройка[1][4]

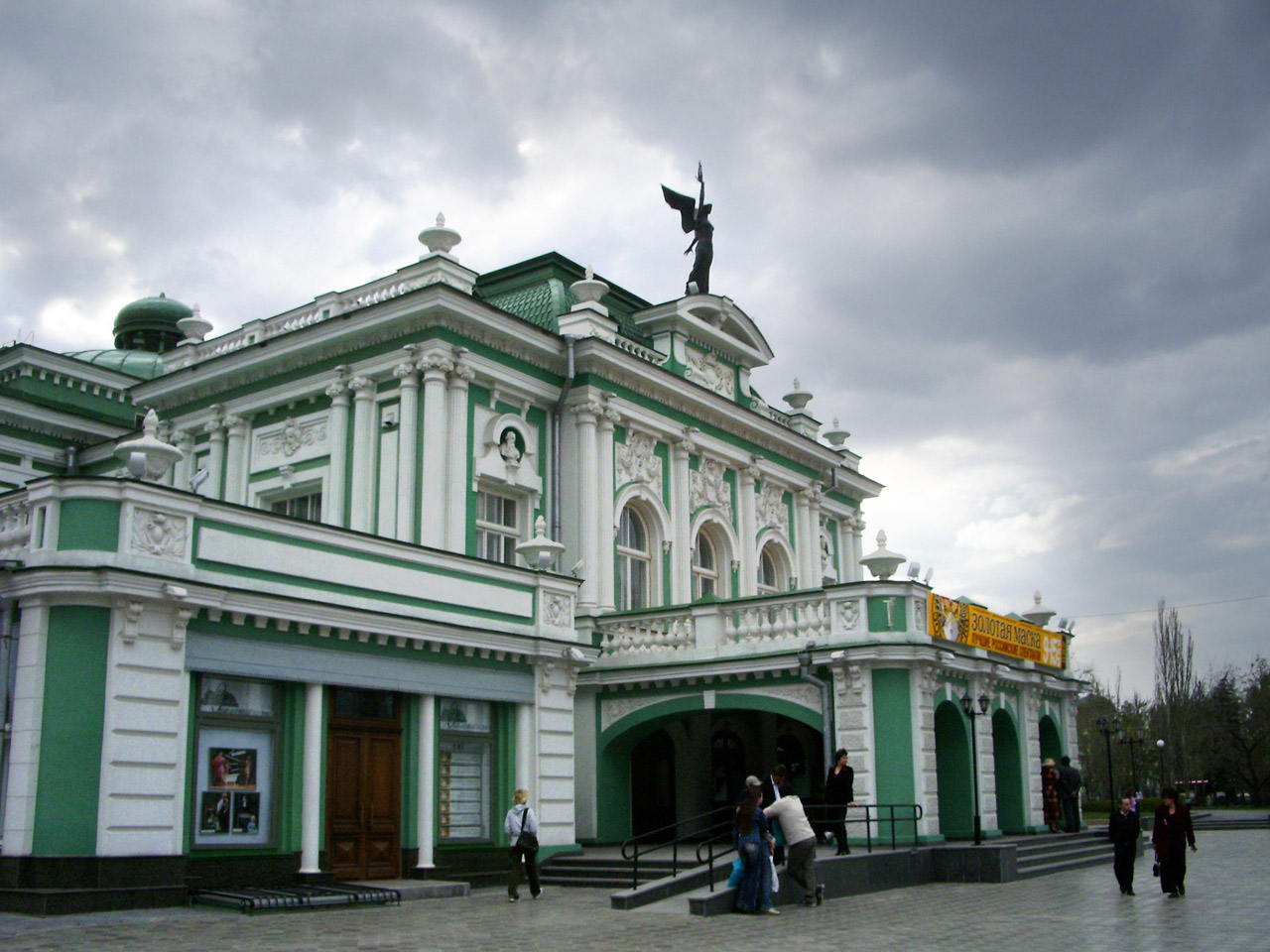
Омский академический театр драмы

Самое ранее здание, с которого началось формирование панорамы восточной стороны Любинского проспекта - двухэтажный Торговый дом купцов Волковых на углу Гасфортовской улицы (ныне Ленина, 7 / К. Либкнехта). Он строился во второй половине 1870-х гг. и был закончен не позднее 1878 г. В этом здании, на арендованной площади, размещалась одна из первых аптек города, принадлежавшая А. А. Шевелину. К торцу этого дома примыкает дом купца Кузьмина. Его отличает характерный для проектов Эзета геометрический декор.
В 1876 году на пересечении Казнаковской и Тарской улиц было построено двухэтажное здание мужской гимназии (в начале 1830-х был надстроен ещё один этаж). Впоследствии в нём размещалась школа № 19, затем — Институт развития образования Омской области.
Далее находился дом купца Чирикова, выделяющийся на общем фоне сложностью орнамента, обрамляющего оконные проёмы. Первый этаж здания занимал магазин М. Сметаниной (торговля часами и золотом), часть второго этажа была отведена под железнодорожную кассу. Позднее дом приобретён известной омской предпринимательницей М. Н. Шаниной.
В 1882 году на территории, прилегающей к зданию Драматического театра, было построено здание женской гимназии. Годом позже к нему было пристроено здание пансиона. В годы Великой Отечественной войны тут располагался эвакогоспиталь, в котором работал первый президент Академии медицинских наук Бурденко Н. Н..
В 1890 году на пересечении Тарской и Казнаковской улиц было построено здание резиденции архиепископа (достроено и реконструировано в 1930-х годах). Впоследствии в нём разместилось УВД по Омской области.
В 1900 году на пересечении Гасфортовской улицы и Чернавинского проспекта был построен магазин Марии Шаниной - первый торговый пассаж в Омске, построенный по проекту И.Г. Хворинова и упоминавшийся в дореволюционных справочниках как одно из «наиболее выдающихся строений» города. Внешнее оформление фасада отличается изобилием лепных украшений (сложные, завершающие карниз элементы, балюстрада, разнообразной формы купола и башенки). Это типичный образец стилевой системы поздней эклектики, в котором элементы барокко в фасаде с нагорной части проспекта (ордер с ионическими полуколоннами, обилие лепного орнамента, вазоны на крыше, огромный четырехгранный купол французского типа) сочетаются с классическими (ниши с двумя перевитыми гирляндами над малыми окнами). Здание построено с применением новых конструктивных приёмов и с новым решением внутреннего пространства: вместо отдельных магазинов, помещенных под единой кровлей в ризалитах, Мария Александровна Шанина получила  пассаж – свободно сообщающиеся обширные торговые залы. В конструкции перекрытия применены «своды Монье».
В 1905 году по проекту архитектора И. Г. Хворинова было построено здание Омского драматического театра.
В 1914 году напротив Драматического театра (на территории бывшей Базарной площади) был выстроен торговый корпус. Это — одно из значимых мест старого Омска. В первые годы Советской власти здесь работал городской комитет партии. В мае 1920 года в этом здании проходил первый губернский съезд РКСМ. С 1930 года в здании размещался автодорожный институт. Впоследствии здание было передано Музею изобразительных искусств им. М. А. Врубеля.

## Здания и сооружения

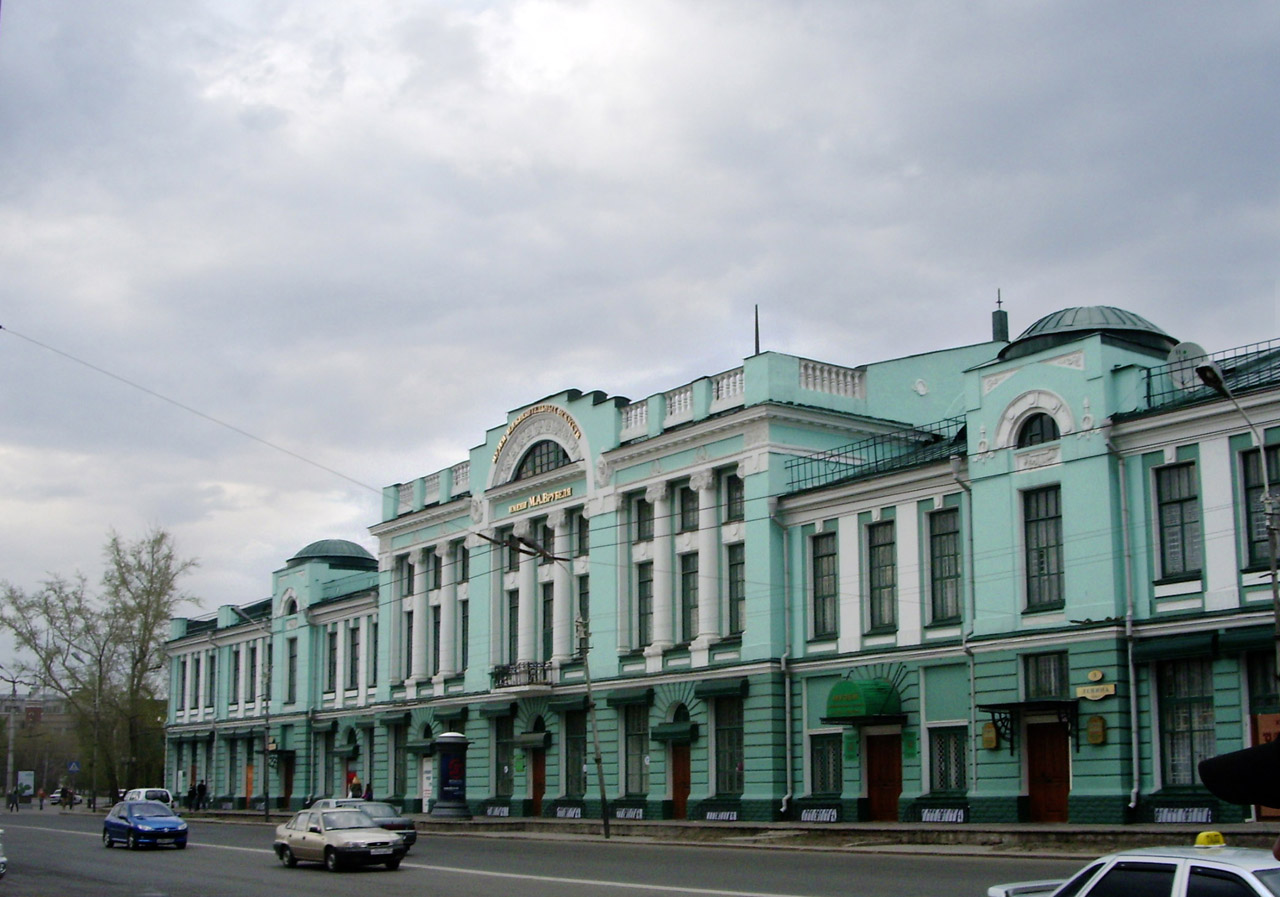
Музей им. М. А. Врубеля

### По нечётной стороне
- ул. Ленина, 1 — Прокуратура Омской области
- ул. Ленина, 3 — Омский Областной музей изобразительных искусств им. М. А. Врубеля
- ул. Ленина, 19 — в этом здании находился фирменный магазин швейных машинок Haid & Neu (фабрика швейных машин Карлсруэ) и  Singer (Подольск), продававшихся под торговой маркой «Ермак» С.Х. Рандрупа[9].
- ул. Ленина, 23 — Омский Областной музей изобразительных искусств им. М. А. Врубеля
- ул. Ленина, 27а — Омский концертный зал
- ул. Ленина, 39 — Консульство Республики Казахстан в г. Омске
- ул. Ленина, 41а — Министерство по делам молодёжи, физической культуры и спорта Омской области
- ул. Ленина, 45 — Союз театральных деятелей Российской Федерации, Омское отделение (Дом актёра)
- ул. Ленина, 53 — Магазин «Тысяча мелочей». В этом доме жила выдающаяся омская актриса Т. Ожигова. В память о ней в 1994 году здесь установлена мемориальная доска с горельефом (скульптор — В. Голованцев)[10].

### По чётной стороне

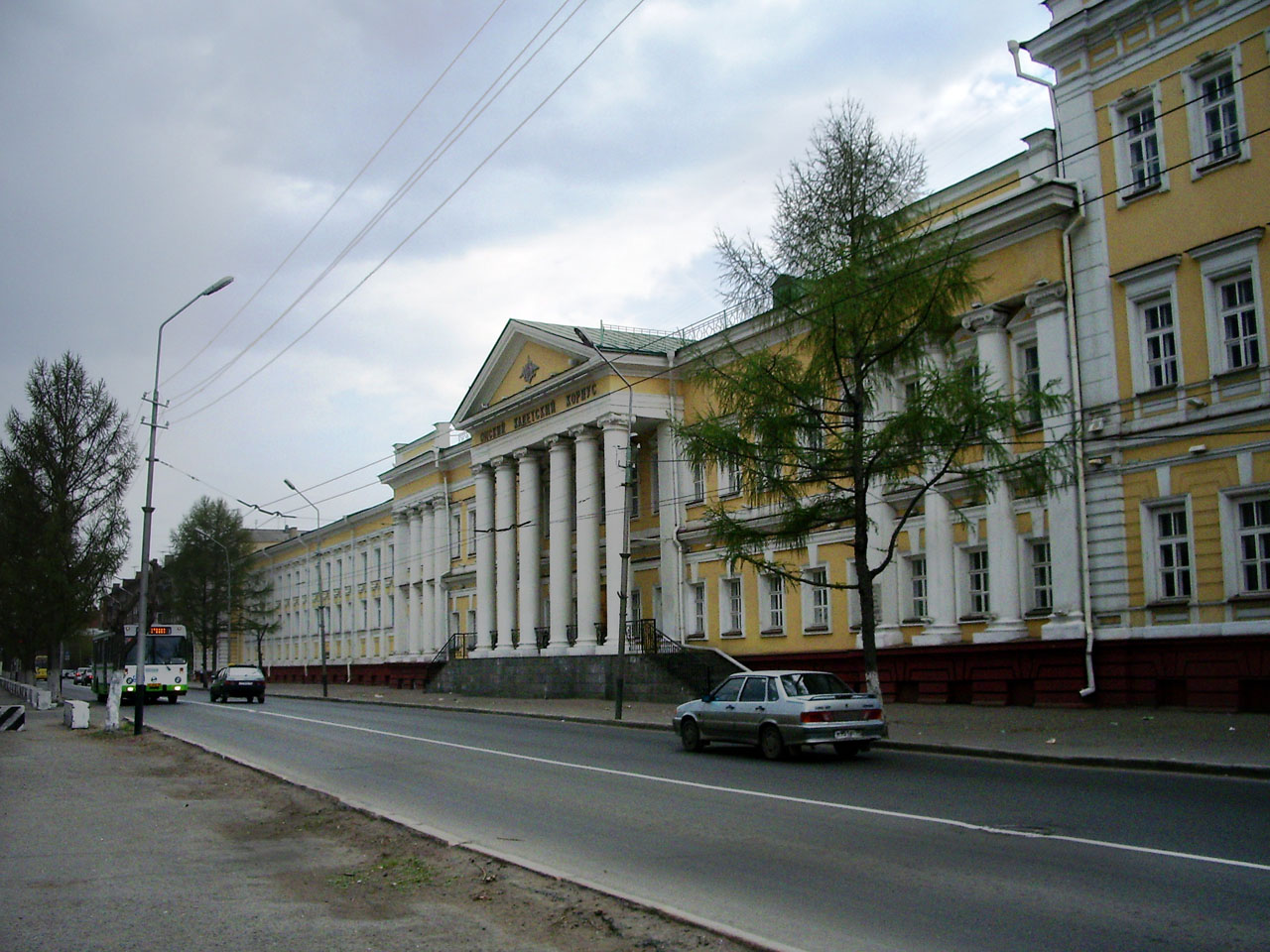
Омский кадетский корпус

- ул. Ленина, 2 — Управление ФСБ России по Омской области, а также УВД по Омской области
- ул. Ленина, 8а — Омский академический театр драмы
- ул. Ленина, 12 — Омская государственная медицинская академия
- ул. Ленина, 14 — Управление Федеральной службы судебных приставов [УФССП России] по Омской области
- ул. Ленина, 22 — Гостиница IBIS
- ул. Ленина, 24 — Омский авиационный колледж имени Н.Е. Жуковского
- ул. Ленина, 26 — Омский кадетский корпус
- ул. Ленина, 28 — Союз художников России, Омская областная организация
- ул. Ленина, 34 — Омский областной Дом журналиста
- ул. Ленина, 36 — Центр детского творчества
- ул. Ленина, 40 — В этом доме жили выдающиеся омские актёры Борис Каширин (1920—1992) и Елена Аросева (1923—2016), здесь установлена мемориальная доска[11][12].

### Культовые сооружения
- Часовня иконы Божией матери «Иверская»
- Серафимо-Алексеевская часовня
- Свято-Никольский Казачий собор
- Часовня Георгия Победоносца

### Памятники
- Стела в честь награждения орденами Омской области
- Памятник В. И. Ленину
- Памятник сантехнику (в обиходе Степан или Степаныч). Установлен в День города Омска в 1998 году. Изготовлен по заказу мэра Валерия Рощупкина, который привёз идею из Братиславы, где установлен такой же памятник. Скульпторы С. В. Норышев и И. А. Вахитов. Представляет собой бронзовый бюст человека в каске, высунувшегося из канализационного люка; оперев голову на скрещенные руки, смотрит в сторону проезжей части.[13]
- Любушка (Любаша). Памятник в честь умершей на 23 году жизни жены генерал-губернатора Г. Х. Гасфорда Любови Фёдоровны. Авторы: С. В. Норышев и И. А. Вахитов. Установлен в 1994 году. Поскольку портрета Любушки до наших дней не сохранилось, творческая идея создания памятника состояла в объединении женских черт её молодых современниц. Девушка сидит на скамье с раскрытой книгой[14].
- Скульптура «Книга». Установлена в июне 2005 года. Автор А. Н. Капралов. Дизайнером и идейным вдохновителем проекта стал архитектор К. Лавров. Скульптура находится напротив книжного магазина и представляет собой открытый фолиант, на страницах которого изображены сказочные персонажи. Страницы скреплены цепью. Над книгой висит фонарь, освещающий её в ночное время. Общая масса книги — 150—200 кг. Выполнена из металла в технике электродуговой сварки[15].
- Памятник Борцам Революции (1923 год)
- Памятник Амангельды Шакенову — омскому художнику, заслуженному работнику культуры РСФСР и действительному академику Академии художеств Республики Казахстан, установлен в ноябре 2019 года[16].

## Транспорт
С каждым годом[когда?]

 количество маршрутов общественного городского транспорта по улице Ленина сокращается. В проекте[каком?] предполагается сделать её полностью пешеходной по примеру московского Арбата. В начале XXI века сохранилось движение автобусов (№ 73, № 115, № 124, № 161 (летний сезон)). Также по улице проходит ряд маршрутов коммерческих пассажирских ГАЗелей.